# Weenzen
Weenzen is een dorp en voormalige gemeente in de Duitse deelstaat Nedersaksen. De gemeente maakte deel uit van de Samtgemeinde Duingen in het Landkreis Hildesheim. Per 1 november 2016 werd Weenzen toegevoegd aan de vergrote gemeente Duingen. Weenzen telde per 1 november 2016 circa 360 inwoners.

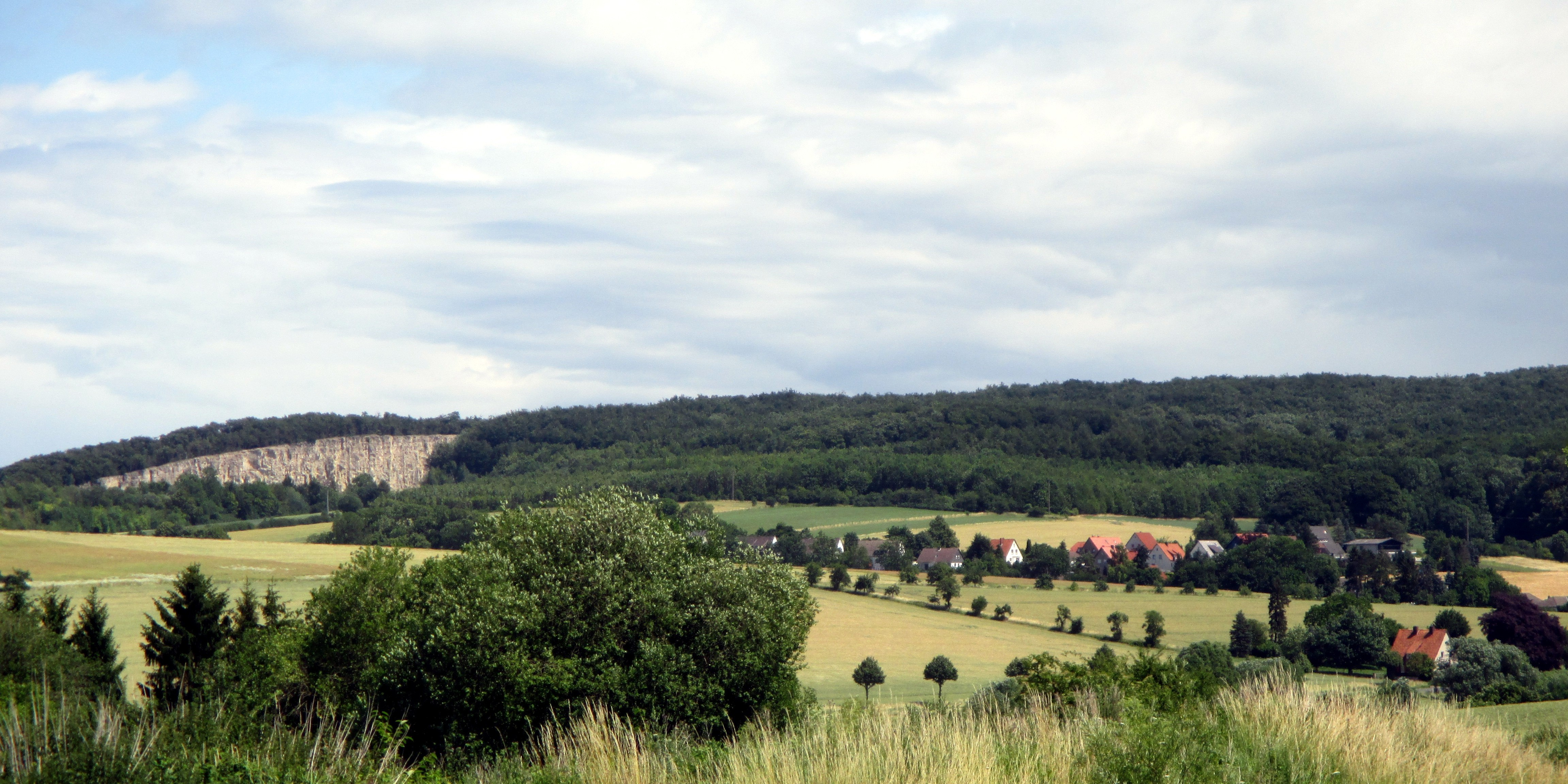
Gezicht op Weenzen (rechts) en de kalksteengroeve in de Duinger Berg ten ZO van Marienhagen (links)

Door Weenzen loopt de Bundesstraße 240.
Weenzen bestaat al ten minste sinds 1120, toen het vermeld werd in een akte van grondruil met het Klooster Helmarshausen, dat bij Bad Karlshafen lag en niet meer bestaat. Het plaatsje heeft een woelige geschiedenis gehad; het was eeuwenlang een speelbal in twisten tussen verschillende heren in de regio; deze situatie eindigde pas in 1871, toen het deel ging uitmaken van het Duitse Keizerrijk. 

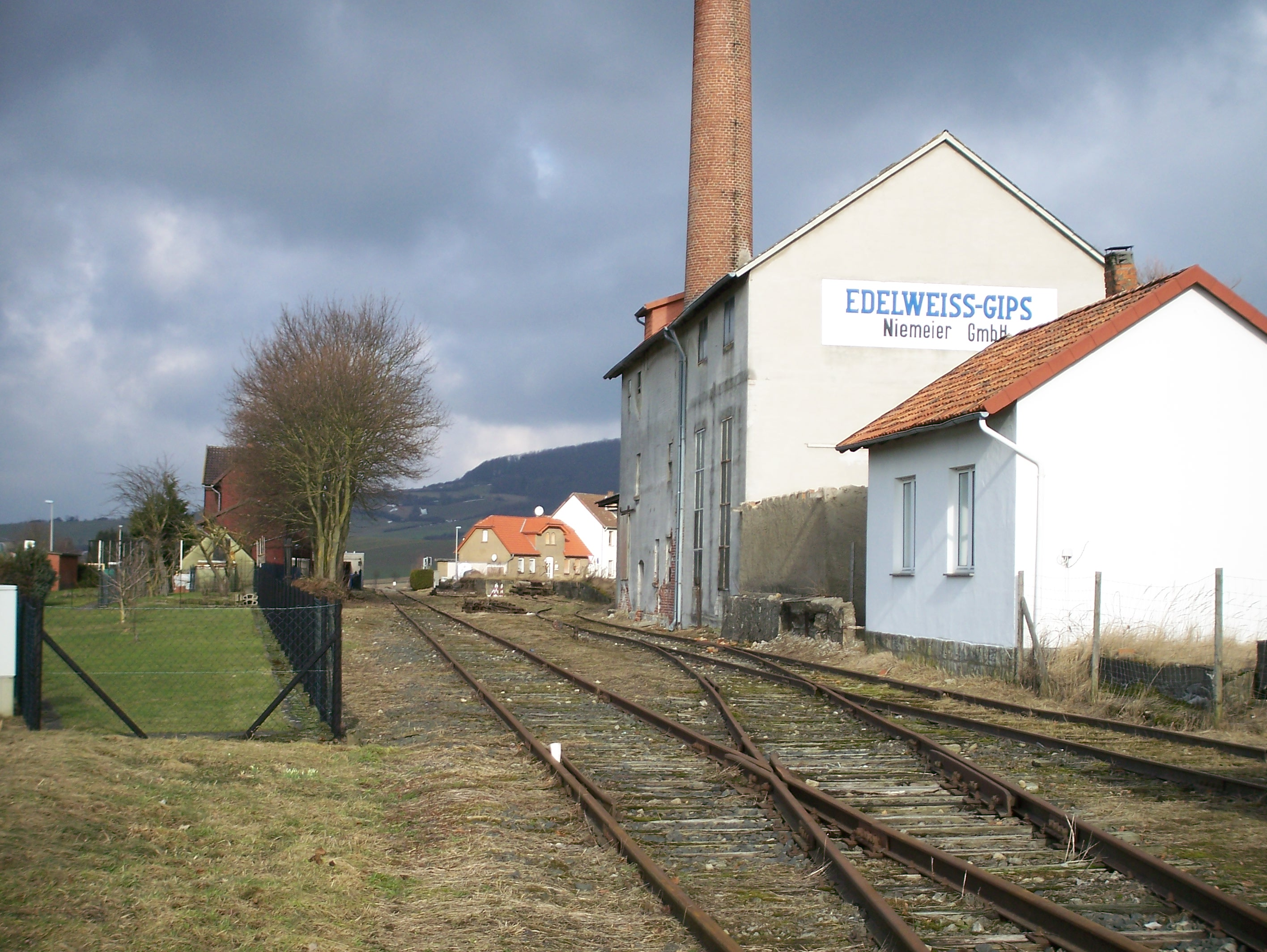
Voormalig station Weenzen, vóór het verwijderen van de spoorrails in 2014

Van 1901 tot 1967 had Weenzen een klein station aan een voornamelijk voor goederentransport i.v.m. de kalksteengroeven bedoeld spoorlijntje. In 2014 werden de laatste rails opgebroken. Weenzen is per belbus vanuit Duingen te bereiken. Duingen ligt slechts ruim 2 km ten zuidoosten van Weenzen.
Ten zuidwesten van Weenzen, deels over de gemeentegrens met Wallensen, dat in de gemeente Salzhemmendorf ligt, is in de bossen een recreatiepark gerealiseerd. Het bestaat uit een grote camping  aan een meertje (Campingpark Humboldtsee, in Wallensen) en een bosgebied, waarin nog meer meertjes liggen, in de gemeente Duingen. Dit gebied wordt ter plaatse de Duinger Seenplatte genoemd. De meertjes zijn ontstaan doordat voormalige bruinkoolgroeven in 1966 met water zijn volgelopen. Aan de Duinger kant van de gemeentegrens ligt een groeve waar kwartszand gewonnen wordt. Deze groeve ligt 2 km ten zuiden van Weenzen.
- Gemeinsame Normdatei: 5280930-4
- Virtual International Authority File: 129889350
- WorldCat: E39PBJjMDh9HTcDkFmPF4CMtrq

Adenstedt ·
Alfeld (Leine) ·
Algermissen ·
Almstedt ·
Bad Salzdetfurth ·
Banteln ·
Betheln ·
Bockenem ·
Brüggen ·
Coppengrave ·
Despetal ·
Diekholzen ·
Duingen ·
Eberholzen ·
Eime ·
Elze ·
Everode ·
Freden (Leine) ·
Giesen ·
Gronau (Leine) ·
Harbarnsen ·
Harsum ·
Hildesheim ·
Holle ·
Hoyershausen ·
Lamspringe ·
Landwehr ·
Marienhagen ·
Neuhof ·
Nordstemmen ·
Rheden ·
Sarstedt ·
Schellerten ·
Sehlem ·
Sibbesse ·
Söhlde ·
Weenzen ·
Westfeld ·
Winzenburg ·
Woltershausen